# Нор-сюр-Эрдр
Нор-сюр-Эрдр (фр. Nort-sur-Erdre) — коммуна на западе Франции, находится в регионе Пеи-де-ла-Луар, департамент Атлантическая Луара, округ Шатобриан-Ансени, центр кантона Нор-сюр-Эрдр. Расположена в 22 км к северу от Нанта, в 19 км от автомагистрали А11, на обоих берегах реки Эрдр. На западе коммуны находится железнодорожная станция Нор-сюр-Эрдр линии Нант-Шатобриан.  
Население (2017) — 8 763 человека.

## История
27 июня 1793 года жестянщик Мёрис с 400-500 добровольцами на стратегически важном мосту Сен-Жорж через Эрдр на одну ночь задержал продвижение армии вандейцев на Нант. Это позволило защитникам города организовать оборону и удержать его во время штурма 29 июня 1793 года. Мёрис считается местным Леонидом, в его честь названа одна из улиц города.

## Достопримечательности
- Неоготическая церковь Святого Кристофа 1902 года
- Шато Монтрёй XIX века в стиле неоренессанс
- Шато Пор-Мюлон XVIII века
- Шато Газуар
- Мост Сен-Жорж через реку Эрдр XVIII века

## Экономика
Структура занятости населения:
- сельское хозяйство — 3,5 %
- промышленность — 9,9 %
- строительство — 6,8 %
- торговля, транспорт и сфера услуг — 42,4 %
- государственные и муниципальные службы — 37,4 %

Уровень безработицы (2017 год) — 8,5 % (Франция в целом — 13,4 %, департамент Атлантическая Луара — 11,6 %). 

Среднегодовой доход на 1 человека, евро (2017 год) — 21 430 (Франция в целом — 21 110, департамент Атлантическая Луара — 21 910).

## Демография
Динамика численности населения, чел.

## Администрация
Пост мэра Нор-сюр-Эрдра с 2013 года занимает социалист Ив Дове (Yves Dauvé). На муниципальных выборах 2020 года возглавляемый им левый блок победил в 1-м туре, получив 71,14 % голосов.
| Период | Период | Фамилия       | Партия                         | Примечания                                                    |
| ------ | ------ | ------------- | ------------------------------ | ------------------------------------------------------------- |
| 1971   | 1981   | Жозеф Ришар   | Разные правые                  | красильщик                                                    |
| 1981   | 1983   | Андре Мерре   | Разные правые                  |                                                               |
| 1983   | 1989   | Луи Брио      | Союз за французскую демократию | строительный подрядчик, член Генерального совета департамента |
| 1989   | 2001   | Ксавье Амоссе | Социалистическая партия        | профессор, член Генерального совета департамента              |
| 2001   | 2013   | Жан Гуазе     | Социалистическая партия        | директор отделения банка                                      |
| 2013   |        | Ив Дове       | Социалистическая партия        | инженер-исследователь                                         |

## Города-побратимы
- Сиксмайлбридж, Ирландия
- Пьедрабуэна, Испания
- Маэру, Румыния

## Галерея

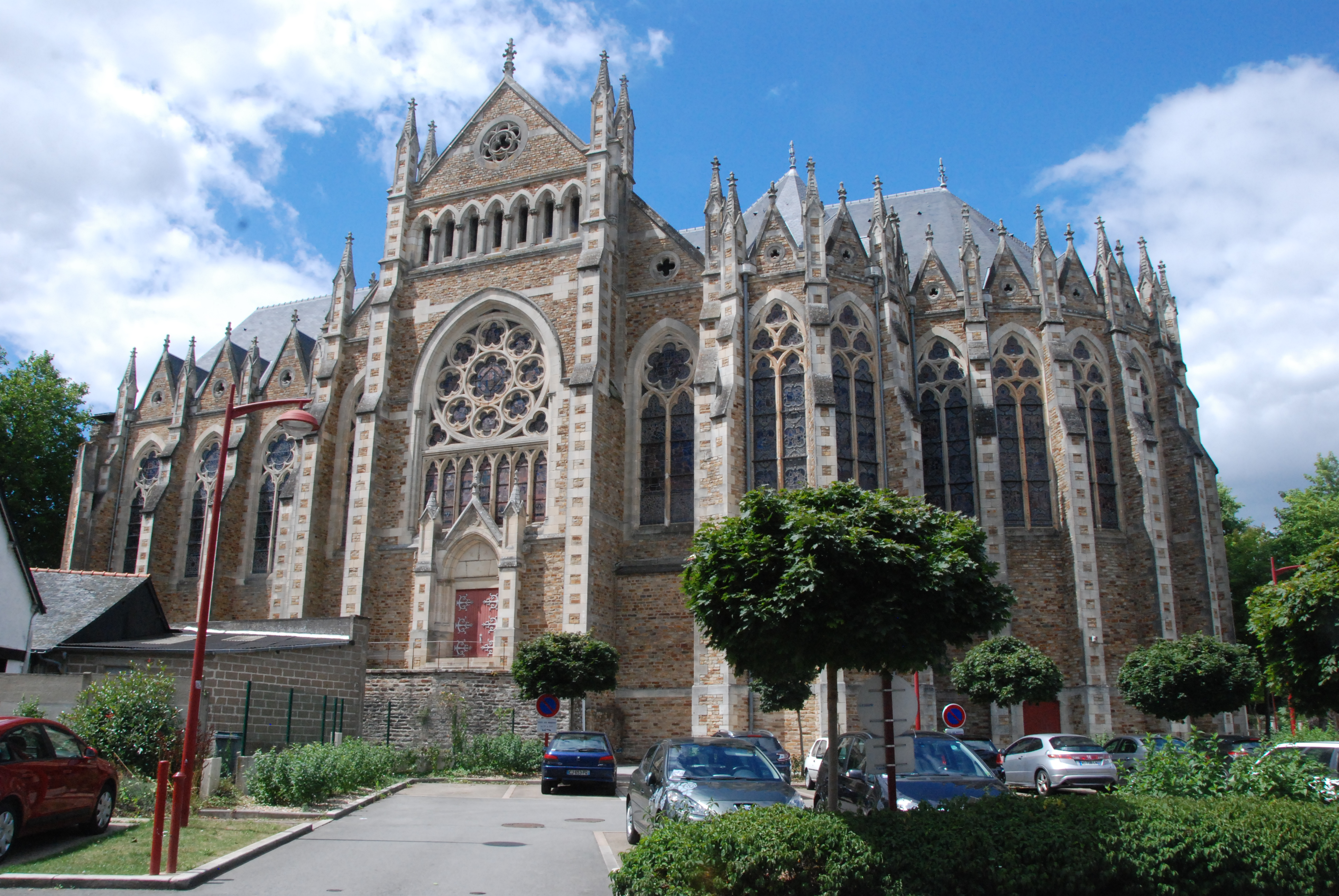
Церковь Святого Кристофа
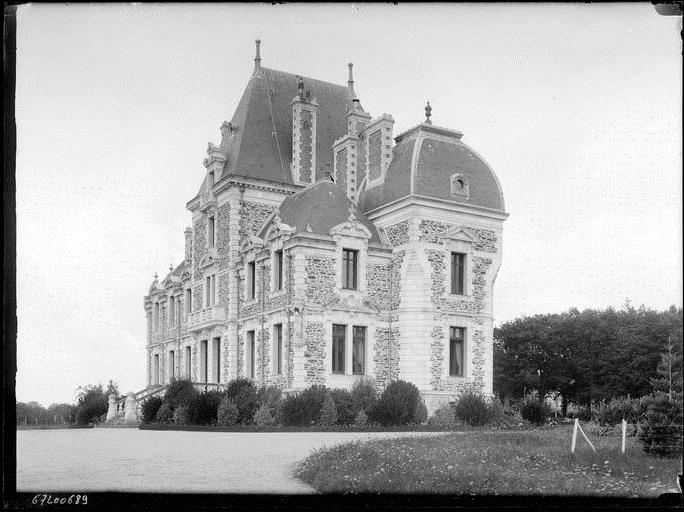
Шато Монтрёй
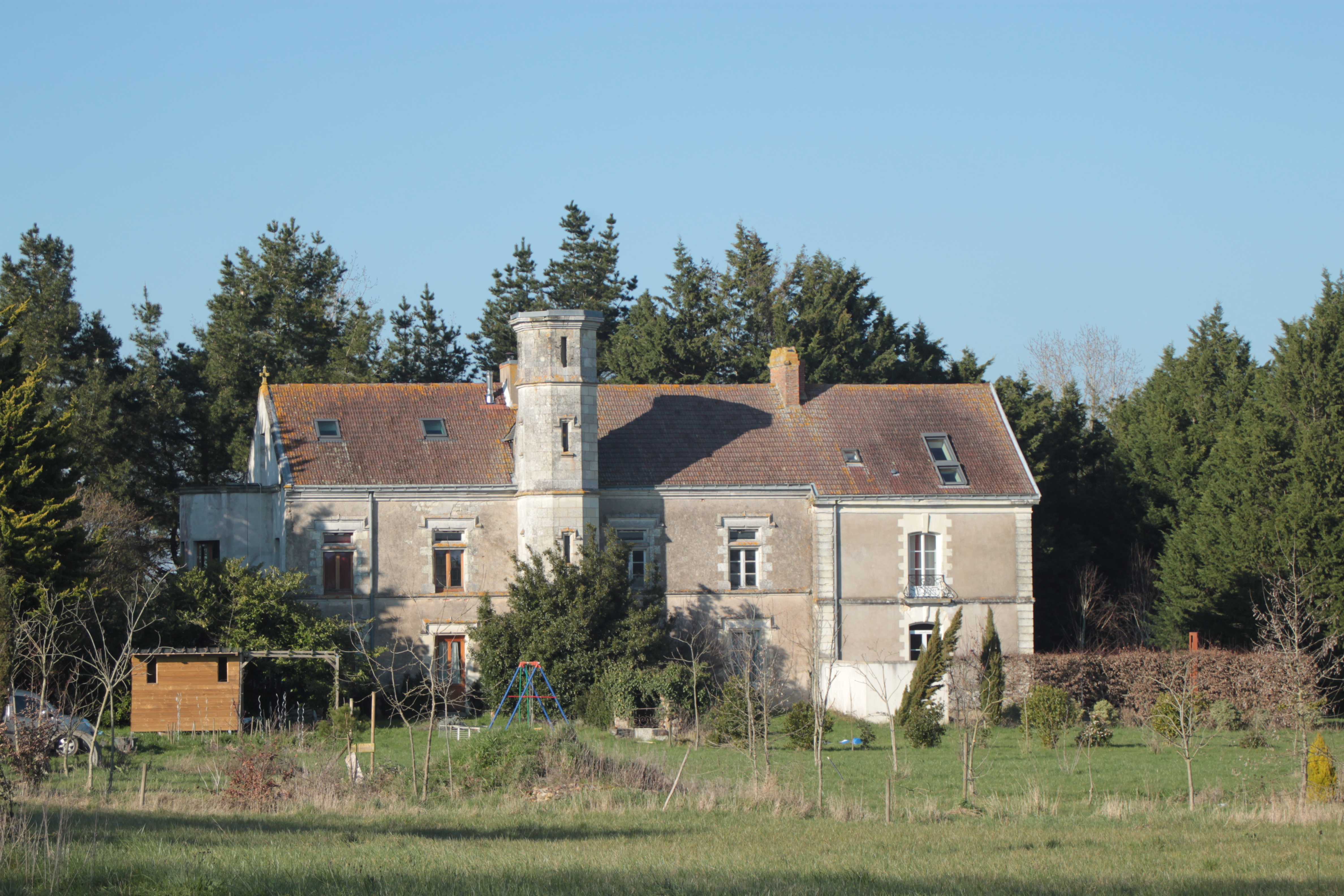
Шато Газуар
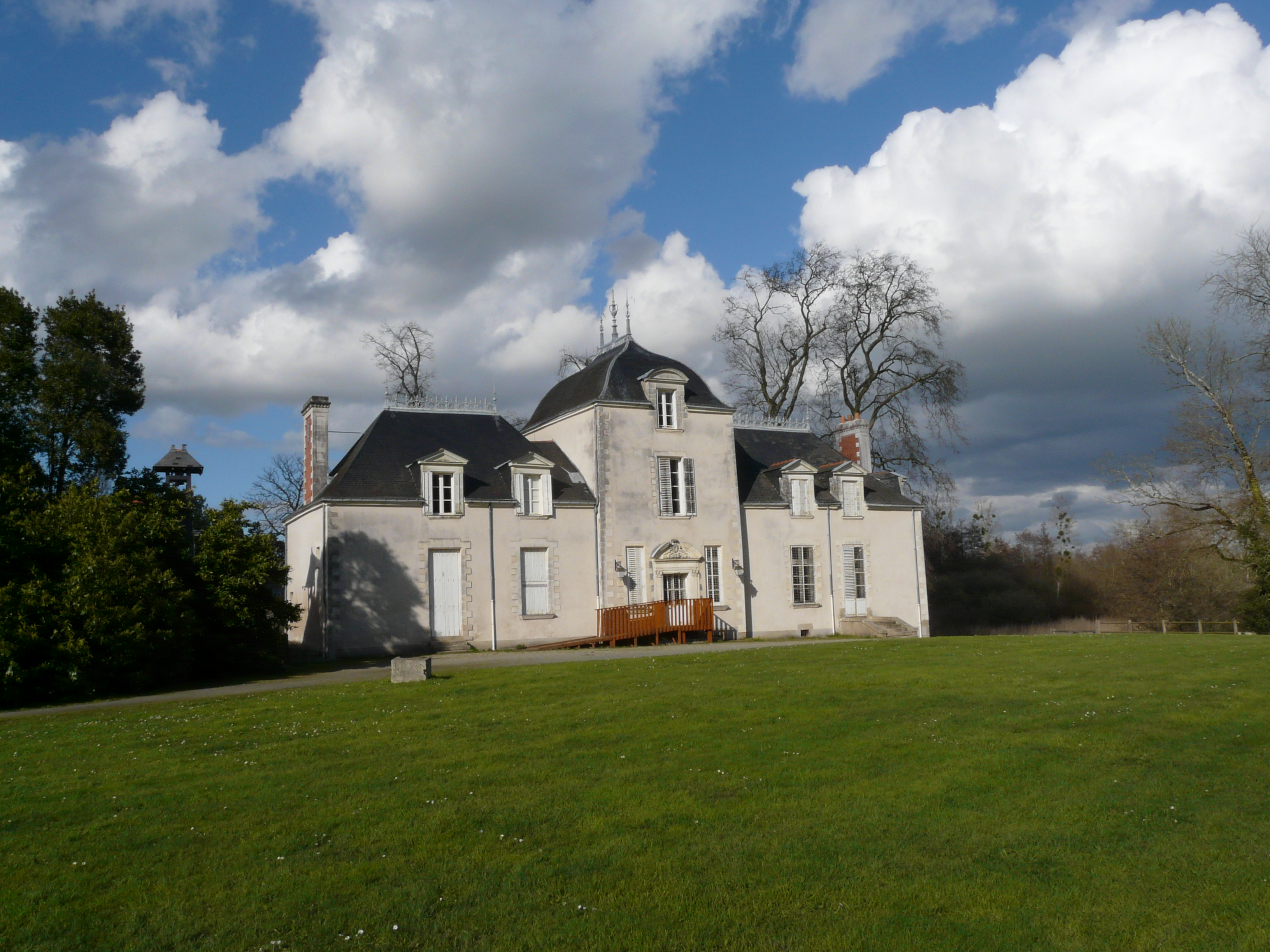
Шато Пор-Мюлон
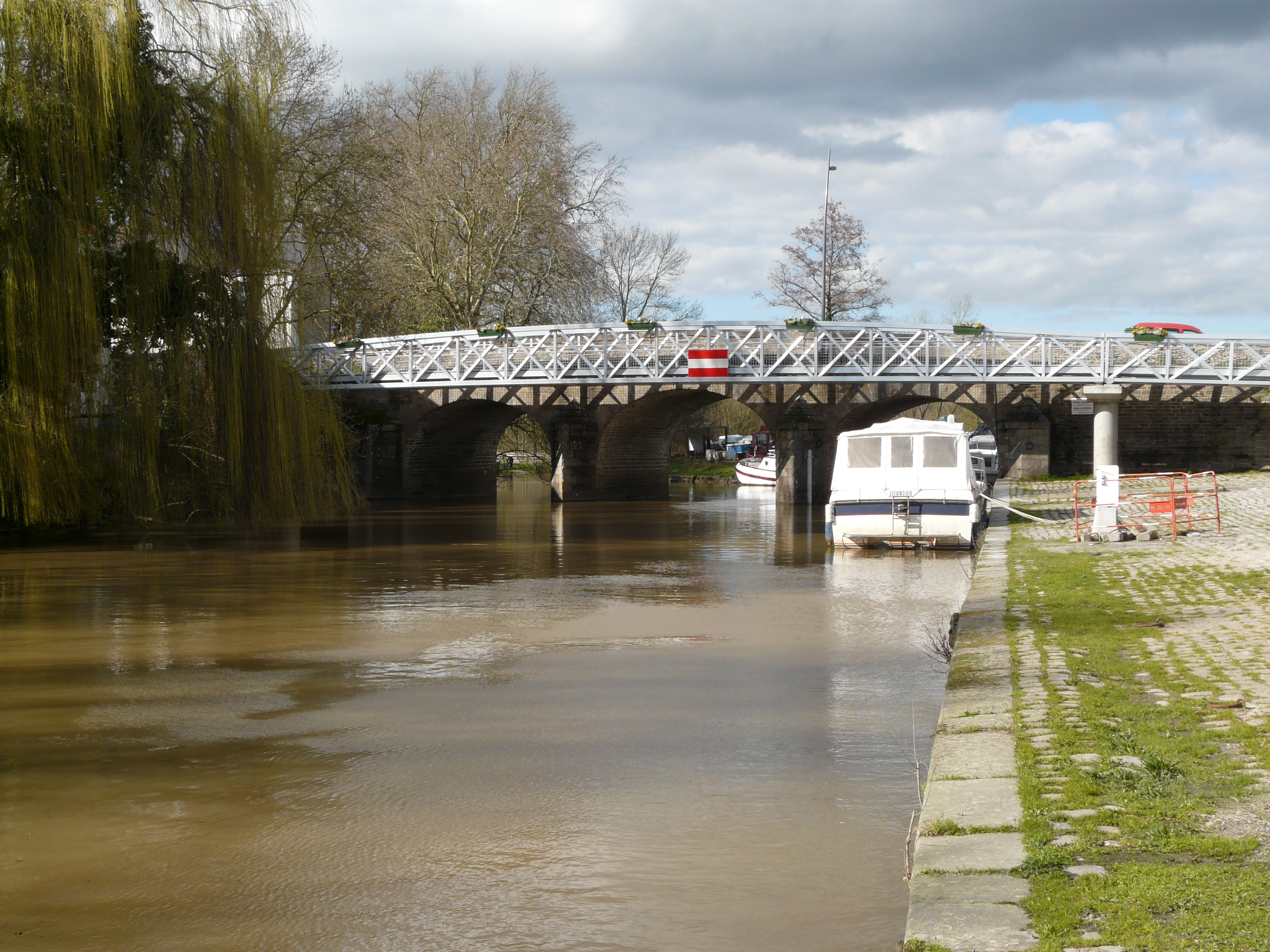
Мост Сен-Жорж
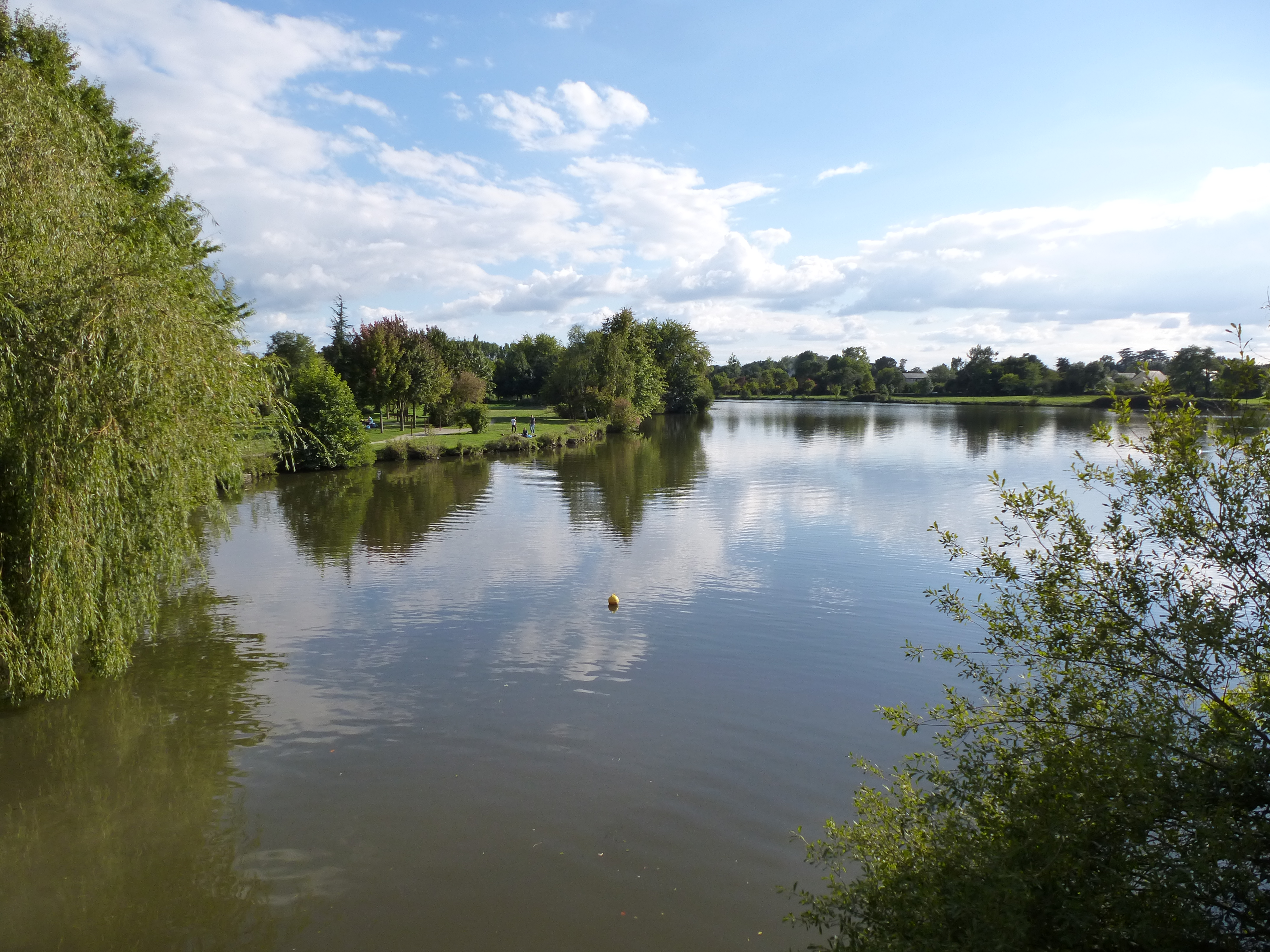
Река Эрдр